# Narragansett Pier
Narragansett Pier is een plaats (census-designated place) in de Amerikaanse staat Rhode Island, en valt bestuurlijk gezien onder Washington County.

## Demografie
Bij de volkstelling in 2000 werd het aantal inwoners vastgesteld op 3671.

## Geografie
Volgens het United States Census Bureau beslaat de plaats een oppervlakte van 10,2 km², waarvan 9,4 km² land en 0,8 km² water. Narragansett Pier ligt op ongeveer 1 m boven zeeniveau.

## Plaatsen in de nabije omgeving
De onderstaande figuur toont nabijgelegen plaatsen in een straal van 24 km rond Narragansett Pier.